# Annapolis
Annapolis è una città degli Stati Uniti d'America, capitale dello Stato del Maryland e capoluogo della contea di Anne Arundel. La città fa parte dell'area metropolitana di Baltimora-Washington e, in base a una stima del 2022, ha una popolazione di 40 648 abitanti. Annapolis è situata sul fiume Severn a circa due miglia dalla sua foce nella Chesapeake Bay, 26 miglia a sud-est di Baltimora e altrettante a nord-est di Washington. La città è sede dell'Accademia Navale degli Stati Uniti e del St. John's College.

## Storia

### Periodo coloniale e indipendenza (1649-1800)
Nel 1649 alcuni puritani esiliati dalla Virginia e guidati da William Stone fondarono un insediamento che chiamarono Providence, sulla sponda settentrionale del fiume Severn. I coloni si spostarono, però, sulla sponda meridionale in un porto meglio protetto e l'insediamento fu chiamato in successione Town at Proctor's, Town at the Severn, Anne Arundel's Towne (dal nome della moglie di Cecilius Calvert, secondo Lord Baltimore, che morì poco dopo).
Fu solo nel 1694 quando Sir Francis Nicholson spostò qui la capitale della colonia, subito dopo il rovesciamento del governo cattolico del lord proprietario, che la città ricevette il nome di Annapolis, in onore della principessa Anna Stuart, in seguito Regina Anna d'Inghilterra; nel 1708 ricevette anche lo status di città.
Dalla metà del XVIII secolo fino alla guerra d'indipendenza, Annapolis fu conosciuta per la sua ricca e colta società. Nel 1745 Jonas Green fondò la Maryland Gazette, che poi divenne un importante giornale settimanale, e nel 1769 fu aperto anche un teatro; in questo periodo il volume d'affari del commercio fu notevole ma declinò rapidamente quando nel 1780 Baltimora divenne il porto d'entrata delle merci nelle colonie nordamericane, cosicché l'unica attività economica importante rimasta ad Annapolis fu la lavorazione delle ostriche. Attualmente Annapolis è la sede di un gran numero di barche da diporto che hanno ampiamente sostituito per importanza l'industria alimentare della città.
Annapolis divenne temporaneamente Capitale degli Stati Uniti dopo la firma del trattato di Parigi del 1783. Il Congresso si riunì qui dal 26 novembre 1783 al 3 giugno 1784, e fu qui che il 23 dicembre 1783 il generale Washington si dimise da comandante in capo dell'Esercito Continentale. Nel 1786 fu convocata ad Annapolis una riunione (nota come Annapolis Convention) dei delegati di tutti gli Stati dell'Unione per stabilire delle misure per una migliore regolamentazione del commercio; intervennero però solo i delegati di cinque Stati (New York, Pennsylvania, Virginia, New Jersey e Delaware) cosicché si rinviò ogni decisione a un altro incontro da tenersi a Filadelfia l'anno dopo. Dall'incontro di Filadelfia nacque poi l'attuale Costituzione degli Stati Uniti d'America.

### Guerra di secessione
Durante questo periodo ad Annapolis fu creato un campo di prigionia alla periferia della città, e un importante ospedale dove venivano curati i soldati (e i prigionieri di guerra) feriti.

### Era contemporanea (dal 1900 a oggi)

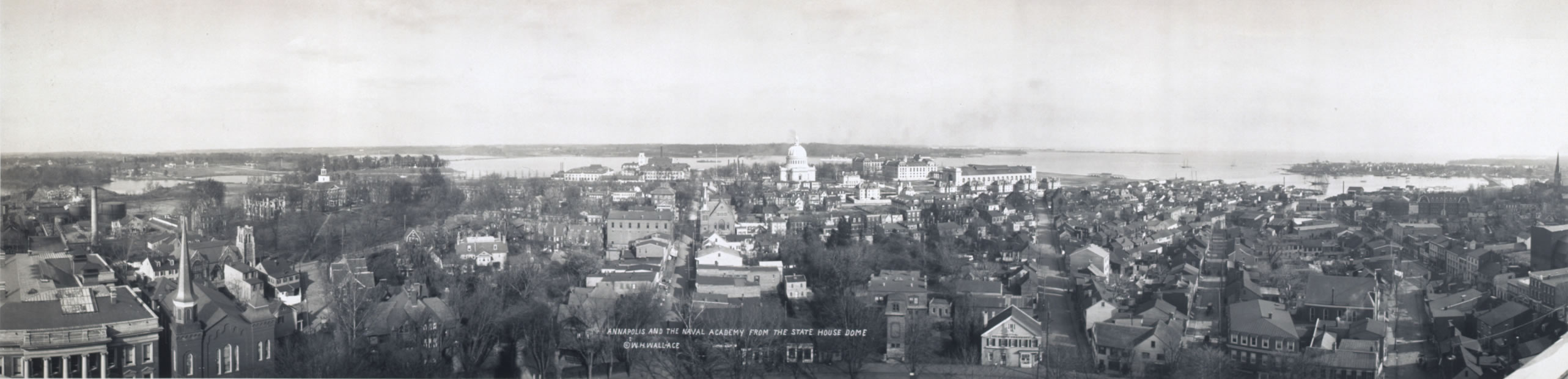
Vista di Annapolis dalla cupola della State House, 1911

A nord del palazzo del governo si trova il monumento a Thurgood Marshall, avvocato del Maryland che aveva vinto cause importanti sui diritti civili, il primo afro-americano a essere nominato giudice della Corte Suprema degli Stati Uniti.
Nelle vicinanze si trova il Palazzo del Tesoro, eretto alla fine del XVII secolo, la chiesa episcopale di Sant'Anna, una statua del presidente della Corte Suprema Roger Taney e una del generale Johann de Kalb.
Ci sono un certo numero di residenze nello stile architettonico del XVIII secolo e anche i nomi di alcune strade (King George, Prince George, Hanover e Duke of Gloucester) richiamano l'epoca coloniale. Annapolis è la sede del St. John's College, un istituto non confessionale sostenuto in parte dallo Stato, aperto nel 1789 come successore della King William's School, fondata da un atto del parlamento del Maryland nel 1696 e aperta nel 1701. Il suo edificio principale, la McDowell Hall, fu originariamente costruita per essere la residenza del governatore.
Il 26 e 27 settembre 2003 l'uragano Isabel si abbatté su Annapolis creando la più grave inondazione della storia cittadina .
Nel novembre 2007 si è tenuta ad Annapolis una conferenza di pace organizzata dall'amministrazione Bush per dare una svolta alla "questione palestinese", alla quale hanno partecipato lo Stato di Israele nella persona di Ehud Olmert e l'Autorità Nazionale Palestinese (ANP) rappresentata da Abu Mazen.

## Istituzioni, enti e associazioni

### Campidoglio

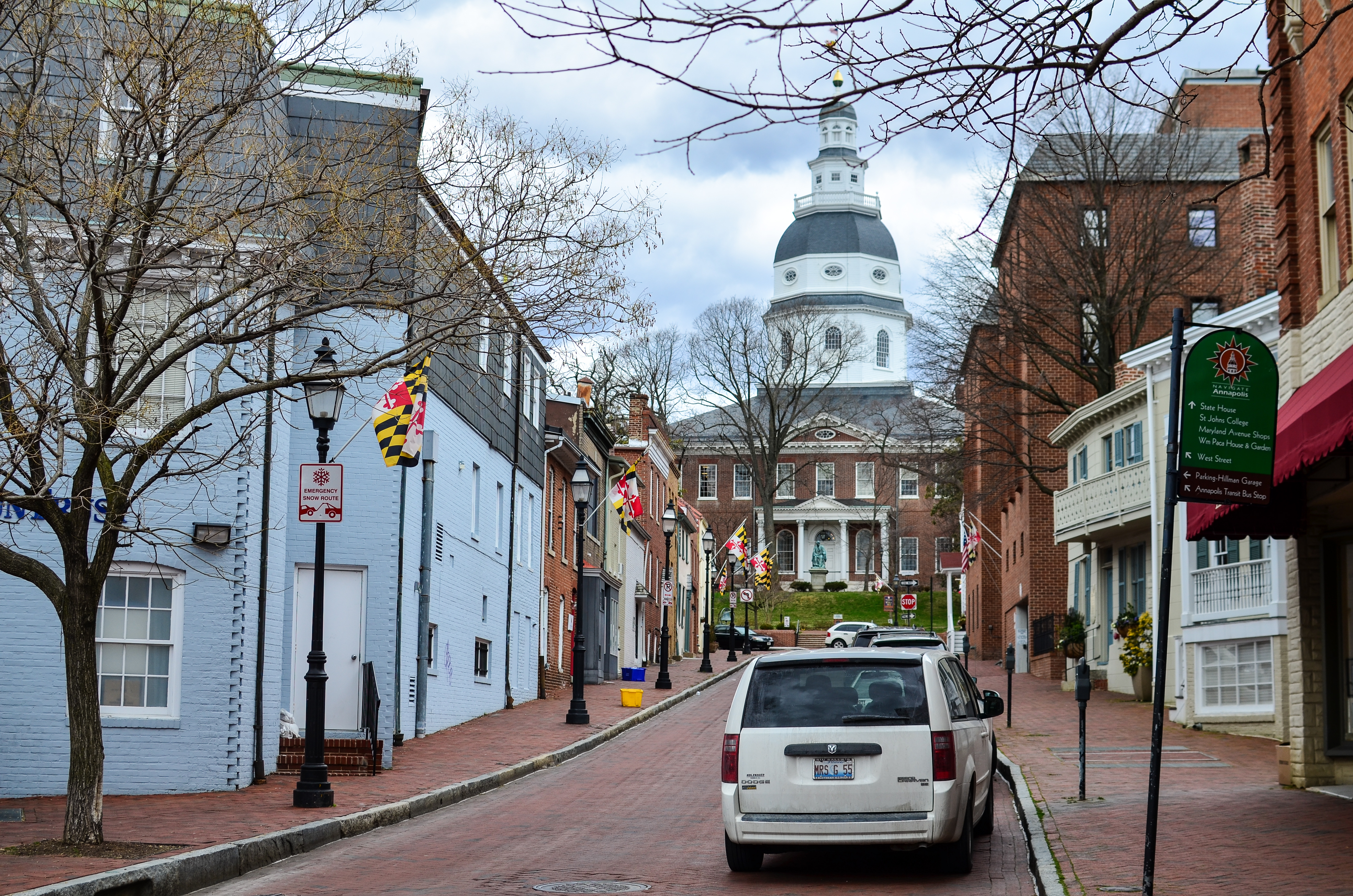
Campidoglio visto da Francis Street

Il Campidoglio del Maryland (Maryland State House) è il più vecchio edificio governativo degli Stati Uniti che sia stato usato ininterrottamente dalla sua costruzione (iniziatasi nel 1772, apertura nel 1779); alla sommità vi è una cupola fatta di legno, la più grande della nazione. Il Campidoglio del Maryland ospitò i lavori governativi dal 26 novembre 1783 al 13 agosto 1784, e qui fu ratificato il trattato di Parigi il 14 gennaio 1784: per questo Annapolis divenne la prima capitale federale in tempo di pace. George Washington sostenne vigorosamente l'opportunità di scegliere in modo definitivo Annapolis come capitale federale, ma quando fu costruita la città di Washington, ordinò all'architetto Pierre L'Enfant di prendere a modello il Campidoglio di Annapolis per costruire quello di Washington.

### Accademia Navale degli Stati Uniti
L'Accademia navale di Annapolis (United States Naval Academy) fu fondata nel 1845 al posto del vecchio Fort Severn, e adesso occupa un terreno che va dal fiume Severn alla Chesapeake Bay.

### Altro
Nella zona di Annapolis è stato installato in passato un trasmettitore VLF (cioè a bassissima frequenza) chiamato NSS Annapolis, usato dalla Marina degli Stati Uniti per comunicare con i sommergibili della flotta atlantica.

## Geografia fisica

### Territorio
Annapolis è situata 28 miglia a est di Washington DC ed è la capitale statale più vicina a essa.
Secondo lo United States Census Bureau, la città ha una superficie totale di 19,7 km², dei quali 17,4 km² di territorio e 2,3 km² di acque interne (11,70% del totale).

### Clima
La città si trova nella pianura costiera atlantica ed è relativamente pianeggiante. Il clima è temperato caldo, con estati calde e inverni rigidi.
| Annapolis           | Mesi | Mesi | Mesi | Mesi | Mesi | Mesi | Mesi | Mesi | Mesi | Mesi | Mesi | Mesi | Stagioni | Stagioni | Stagioni | Stagioni | Anno  |
| Annapolis           | Gen  | Feb  | Mar  | Apr  | Mag  | Giu  | Lug  | Ago  | Set  | Ott  | Nov  | Dic  | Inv      | Pri      | Est      | Aut      | Anno  |
| ------------------- | ---- | ---- | ---- | ---- | ---- | ---- | ---- | ---- | ---- | ---- | ---- | ---- | -------- | -------- | -------- | -------- | ----- |
| T. max. media (°C)  | 5,7  | 7,2  | 12,0 | 18,2 | 23,3 | 28,0 | 30,5 | 29,5 | 26,1 | 20,1 | 13,8 | 7,7  | 6,9      | 17,8     | 29,3     | 20,0     | 18,5  |
| T. min. media (°C)  | −3,5 | −2,5 | 1,3  | 6,8  | 12,2 | 17,3 | 20,1 | 19,3 | 15,5 | 8,7  | 3,4  | −1,3 | −2,4     | 6,8      | 18,9     | 9,2      | 8,1   |
| Precipitazioni (mm) | 74   | 71   | 96   | 86   | 102  | 96   | 103  | 114  | 88   | 71   | 79   | 91   | 236      | 284      | 313      | 238      | 1 071 |

## Società

### Evoluzione demografica

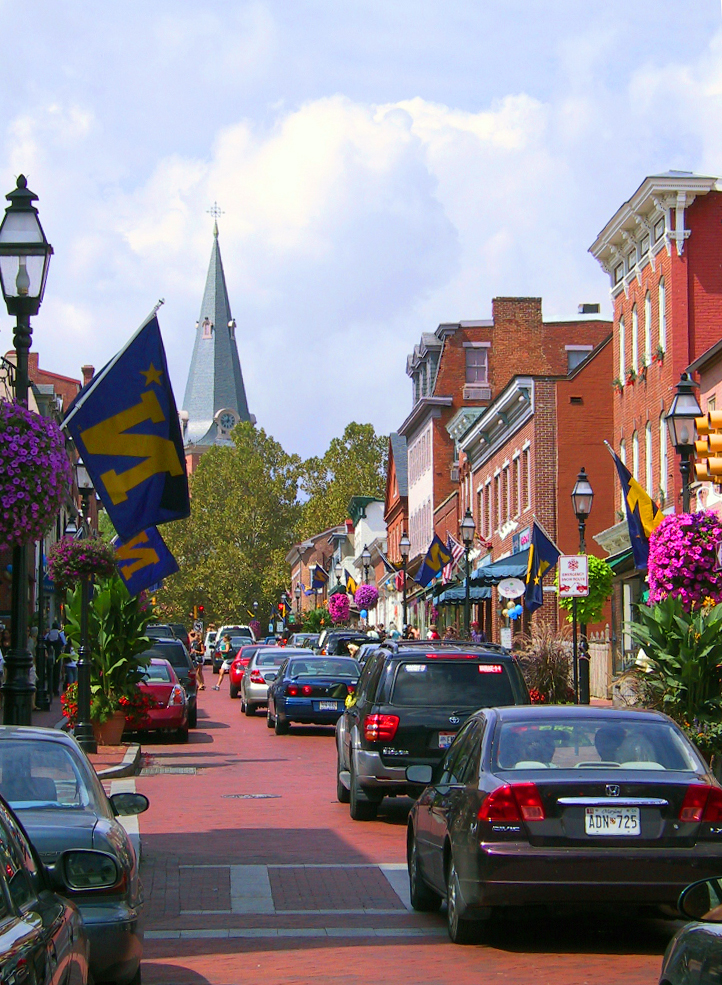
Main Street in downtown Annapolis

Al censimento del 2000 risultavano 35 838 abitanti, la cui origine etnica era così suddivisa: 62,66% bianchi, 31,44% neri, 6,42% ispanici, 1,81% asiatici, 0,17% nativi americani, 0,03% isolani dell'Oceano Pacifico, 2,22% di altra origine, 1,67% multirazziali.

## Fatti
- Il centro di Annapolis è il suo porto, sviluppatosi con il commercio del tabacco nel XVII e XVIII secolo. La città è orgogliosa di avere più edifici del XVIII secolo di qualsiasi altra città degli Stati Uniti.
- Il retaggio afro-americano della città è celebrato dal Banneker-Douglass Museum, dedicato a Benjamin Banneker e Frederick Douglass, e dai memoriali di Alex Haley, autore di Roots: The Saga of an American Family (Radici), e del suo antenato Kunta Kinte, che arrivò ad Annapolis sulla nave schiavista Lord Ligonier nel 1767 (la placca di Kunta Kinte fu rubata 48 ore dopo essere stata messa nel museo nel 1981, e il furto fu rivendicato dal Ku Klux Klan. La placca non fu più ritrovata ma fu sostituita due mesi dopo da una copia).
- Ci sono cinque monumenti in città: al Presidente della Corte suprema degli Stati Uniti Roger Taney, al generale della guerra d'indipendenza Johann deKalb, al giudice della Corte Suprema Thurgood Marshall, al longevo funzionario governativo Louis Goldstein e allo scrittore Alex Haley.

## Amministrazione

### Gemellaggi
- Tallinn
- Newport
- Dumfries